# OASIS (organização)

Logo

A OASIS, ou Organization for the Advancement of Structured Information Standards, ou ainda, em português, Organização para o Avanço de Padrões em Informação Estruturada, é um consórcio global que conduz o desenvolvimento, convergência e adoção de padrões para e-business e web services. Dentre os membros da organização estão grandes nomes da indústria de tecnologia da informação como IBM, SAP AG e Sun Microsystems.

## Atuação
A OASIS desenvolve especificações e padrões relacionados com áreas como: supply chain, SOA, web services, processamento de XML e segurança da informação. Desenvolve também manuais, guias de melhores práticas e ferramentas para facilitar a adoção de padrões para informação estruturada. Além disso ela estabelece fóruns de discussão para incentivar a adoção de padrões e o desenvolvimento relacionado à troca de informação eletrônica em governos e empresas.

## História
A OASIS foi criada em 1993, com o nome de SGML Open, por fornecedores de aplicações baseadas em SGML para promover a adoção deste padrão. As atividades iniciais eram majoritariamente educativas, mas algum trabalho técnico foi realizado, como a atualização das especificações para CALS Table Model, intercâmbio de fragmentos e gerenciamento de entidades.
Em 1998 a SGML Open mudou o seu foco de SGML para XML devido à tendência do mercado em adotar essa nova linguagem de marcação. Em seguida mudou o seu nome para OASIS Open e passou a atuar com outros padrões tecnológicos, além do XML. A partir deste momento a organização iniciou o seu envolvimento com o desenvolvimento de especificações técnicas.
Durante o ano de 1999, a OASIS foi procurada pelo comitê das Nações Unidas para padrões de negócios, UN/CEFACT, para desenvolver um conjunto de especificações para negócios eletrônicos. A iniciativa conjunta foi batizada como ebXML. Em 2004 a OASIS submeteu a especificação ebXML para a ISO TC154 onde ela foi aprovada como "ISO 15000".

## Padrões em desenvolvimento pelos comitês técnicos da OASIS
- CAP (Common Alerting Protocol) — um formato de dados baseado em XML para troca de mensagens de alerta.
- CIQ (Customer Information Quality) — uma especificação em XML para definição, representação, interoperabilidade e gerenciamento de partes de informação (nome e endereço, por exemplo).
- DocBook — uma linguagem de marcação para documentação técnica. Foi idealizada para criação de documentos relacionados com hardware e software mas pode ser utilizado em qualquer tipo de documento.
- DITA (Darwin Information Typing Architecture) — uma linguagem modular e extensível para informação de uso específico, como ajuda, documentação e treinamento.
- OpenDocument (OASIS Open Document Format for Office Applications) é um formato aberto para documento como planilhas, apresentações, gráficos e etc.
- SAML (Security Assertion Markup Language) — um framework padrão, baseado em XML, para a troca segura de informações de autenticação e autorização.
- SPML (Service Provisioning Markup Language) — um protocolo padrão, baseado em XML, para a integração e interoperabilidade de requisições para serviços de provisionamento..
- UBL (Universal Business Language) — um esforço para definir um padrão para documentos eletrônicos em formato XML. A Dinamarca anunciou em janeiro de 2004 a adoção deste formato nas transações de e-commerce no setor público.[9]
- WSDM (Web Services Distributed Management)
- XRI (eXtensible Resource Identifier) — um protocolo de resolução para identificadores abstratos compatível com URIs and IRIs.
- XDI (XRI Data Interchange) — um padrão para compartilhamento, ligação e sincronização de dados através de múltiplos domínios e aplicações utilizando documentos em formato XML (XRIs) e um novo método de dados de controle distribuídos (link contract).

## Controvérsia sobre patentes
Assim como outras organizações que produzem padrões abertos, a OASIS tem uma política de patent disclosure que exige que os participantes declarem a intenção de obter patentes de software em tecnologias relacionadas com o padrão em desenvolvimento. O W3C, por exemplo, requer que os participantes ofereçam licenças livres de royalties para qualquer um que utilize o padrão resultante do trabalho. A OASIS disponibiliza modos similarares de patent disclosure, como a chamada Royalty Free on Limited Terms, junto com a Royalty Free on RAND Terms e um modo RAND para os participantes do comitê. RAND é um acrônimo de Reasonable and Non Discriminatory Licensing, uma licença que determina que os participantes do comitê permitam a utilização, por outros grupos e por um preço razoável, de qualquer patente que se torne essencial ao padrão.
A controvérsia surgiu pelo fato destas licenças permitirem a publicação de padrões que requerem o pagamento de taxas aos detentores das patentes, e desta forma, eliminarem praticamente a possibilidade de surgirem implementações livres destes padrões. Além disso, os participantes poderiam inicialmente liberar o uso das suas patentes e, posteriormente, passar a cobrar taxas assim que o padrão tornar-se aceito.
Os defensores do OASIS argumentam que isso é necessário para encorajar a contribuição de participantes em potencial. A Microsoft e IBM teriam deixado o esforço de padronização mantido pelo W3C devido à falta desta garantia.